# 喬治亞州第七國會選區
喬治亞州第七國會選區（英語：Georgia's 7th congressional district）是美国喬治亞州的聯邦眾議員選區之一。儘管喬治亞州的邊界是在2010年人口普查之後被重新界定，而多增加的人口與土地則為喬治亞州增加了一個國會席位；但直到2012年的國會選舉才真正使用全新的選舉區進行第一次選舉。
該地區包括亞特蘭大東北部大都市區的部分地區，包括桃樹市、諾克羅斯、卡明、勞倫斯維爾、杜魯斯、斯內爾維爾、薩瓦尼和比福德等城市。